# Лабиринт с топче
Лабиринтът с топче е детска игра, вид пъзел с топче. Успешното навигиране в лабиринта кара топчето да достигне указана позиция, при което играчът печели. Различни варианти на играта може да включват няколко топчета, вдлъбнатини, в които трябва да се позиционират, както и улеи, които връщат топчето/топчетата в изходна позиция.

## Игра на правила
Лабиринтът с топче е игра за сръчност и баланс, която изисква маневрирането на едно или повече топчета през лабиринт до указана цел. При съревнование между играчи, се отчита времето за изпълнение.

## История
Играта става популярна с версията „Прасенца в детелина“, изобретена от Чарлз Мартин Крандъл и след това патентована на 10 септември 1889 г. Играта е тренд в САЩ, като от средата на февруари до май 1889 г. се произвеждат по 8 000 пъзела всеки ден, според The Waverly Free Press. Играе се у дома, в автобусите, на улицата, в парковете и дори от американски политици. Сам Лойд лъжливо твърди в интервю през 1891 г., че е автор на изобрението.

## Вариации
В някои версии дървеният лабиринт се накланя с помощта на две копчета и топката трябва да премине през поредица от дупки и препятствия.
Магнитът се използва в други версии, където трябва да се манипулират топките, а не лабиринтът.
Примери за 3D топка в лабиринт са Perplexus и Rubik's 360.
Друга версия, обикновено формована в прозрачна пластмаса, използва топката като ключ за отваряне на вътрешно отделение чрез манипулиране на топката в позиция и след това задейства плъзгащ се механизъм, който освобождава врата за достъп. Понякога се наричат касичка „лабиринт с пари“ или „пъзел кутия“.
Съществуват и виртуални версии на пъзелите.
- „Лабиринт на провала“, наподобяващ мини голф, Ню Йорк
- Superplexus
- Rubik's 360
- Пъзел кутия